# Культура ямково-гребінцевої кераміки

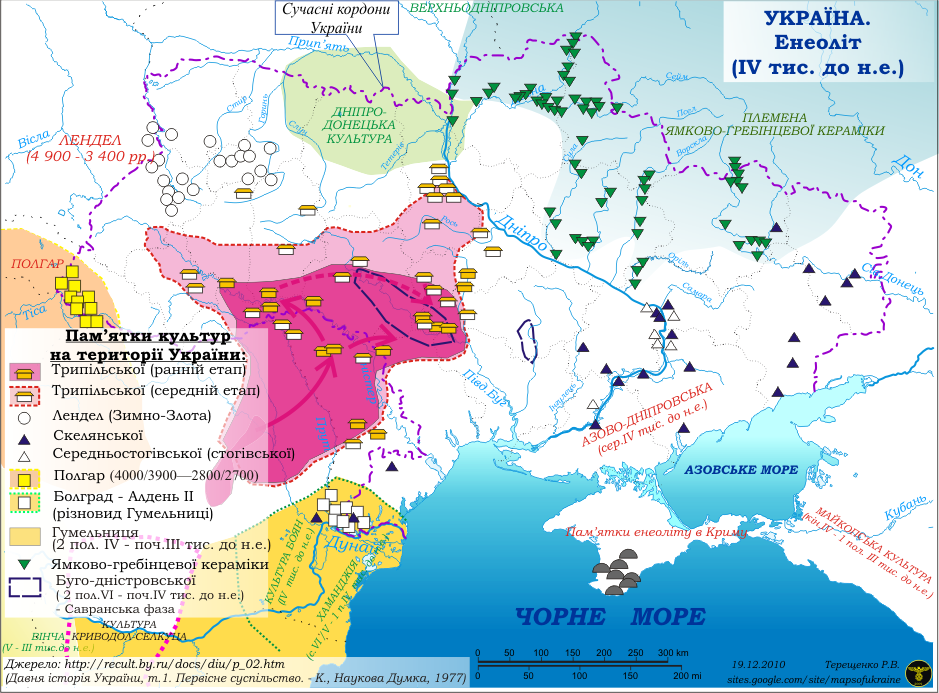
Ямково-гребінцевої кераміки культура 4 тисячоліття до н. е.

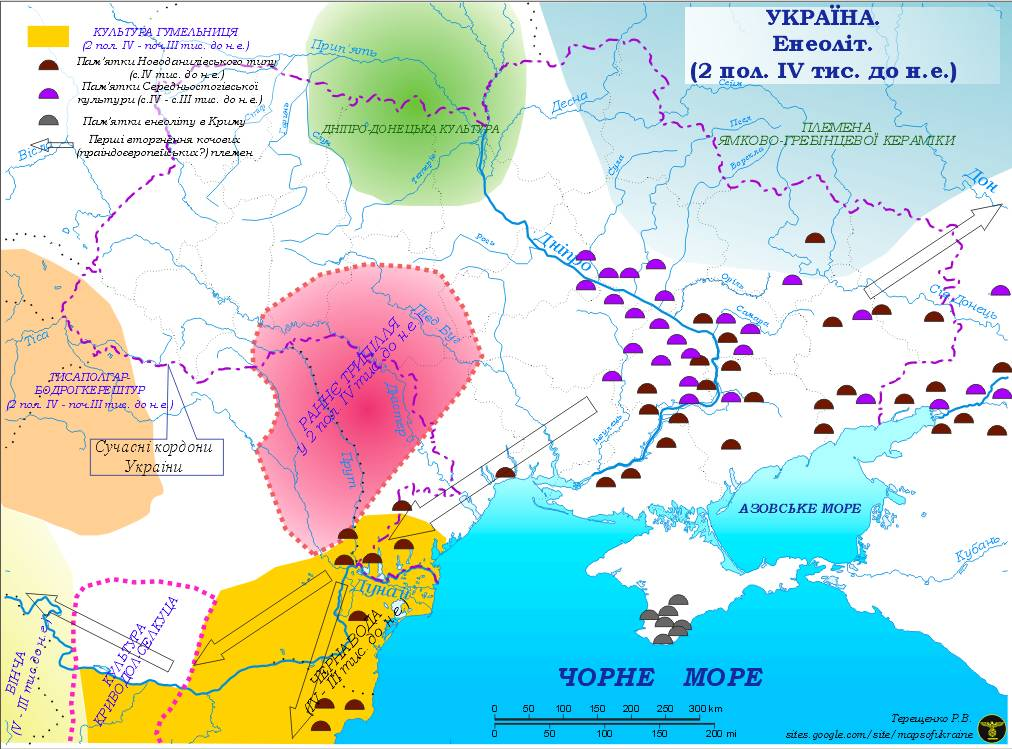
Ямково-гребінцевої кераміки культура у другій половині 4 тисячоліття до н. е.

Я́мково-гребінце́вої кера́міки культу́ра — археологічна культура доби пізнього неоліту (4 і 3 тисячоліття до н. е.), поширена на північному сході Європи й на північному заході Азії. На заході охоплює фінське узбережжя Ботнічної затоки, північ Скандинавії, на півдні у долині Вісли, на сході переходить за Уральські гори до Барабинського степу та Алтаю.
В Україні була поширена в північній лісовій частині Лівобережжя (стоянки Погорілівка, Мис Очкинський та інші).
Відомі залишки поселень на берегах річок або на піщаних підвищеннях біля озер і боліт.
Населення цієї культури жило з мисливства і рибальства, зауважено зародки скотарства і хліборобства, споруджувало наземні житла і напівземлянки, переходячи від підокруглих будівель до підпрямокутних.
Знаряддя праці були з кременю, кістки і рогу, посуд виготовлявся з глини з домішкою піску, прикрашався орнаментом із ямок, поділених рядами гребінцевих відтисків, чим культура і завдячує своїй назві.
Змінилася культурами епохи бронзи.

## Ямково-гребінцевої кераміки культурно-історична область
Об'єднує пам'ятки доби неоліту зі знахідками керамічного посуду, прикрашеного ямковим орнаментом, розташовані в лісовій та лісостеповій зоні Східної Європи — від Західної Двіни та Дніпра на заході до Уральських гір на сході, від Карелії на півночі до Середнього Дону на півдні. Датується 5—3 тис. до н. е. Складається з ряду археологічних культур та локальних типів пам'яток.
На території України виявлено понад 70 невеликих поселень ямково-гребінцевої кераміки культурно-історичної області. У Подесенні більш ранні з них відносяться до пам'яток типу Вирчище, пізніші — до деснянської культури з ромбоямковою керамікою. У лісостеповому Лівобережжі Дніпра та у верхній течії Сіверського Дінця (правої притоки Дону) поширені пам'ятки з ямковою та ямково-накольчастою керамікою, споріднені з рязансько-долговською культурою Верхнього Дону. Поселення розташовані на піщаних підвищеннях біля водоймищ. Розкопувалися Вирчище, Гришівка, Лисогубівка, Луком'я, Скуносове.
Житла наземні стовпові або напівземлянкові. З кременю і кварциту виготовлялися скребачки, ножі, різці, свердла, двобічнооброблені листоподібні підтрикутні вістря списів та стріл, клини, жолобчасті долота, сокири; з кістки і рогу — гарпуни, риболовні гачки. Керамічний посуд — ліпні гостро- та округлодонні слабопрофільовані горщики, прикрашені горизонтальними або геометричними зонами з ямкових вдавлень, що перемежовуються неорнаментованою поверхнею або зонами відбитків гребінцевого штампа.
Господарство переважно рибальсько-мисливське, але під впливом контактів із носіями трипільської культури поширюються землеробство і скотарство.
На терени України людність культури ямково-гребінцевої кераміки потрапила з північніших територій унаслідок кількох хвиль міграцій. Її представники
належать до лапаноїдного антропологічного типу. Більшість дослідників вважають відповідне населення носіями уральських мов. На території України пам'ятки цієї культури досліджували М.Рудинський, В.Непріна, Д.Телегін.